# Horváth Réka
Horváth Réka (Törökbálint, 1974. november 18. –) magyar színésznő.

## Életpályája
1994-től a nyíregyházi Móricz Zsigmond Színház stúdiósaként indult színészi pályája.

„Tizenévesen az operaénekes nagybátyám beajánlott statisztálni az akkori Vidám Színpad Víkend című produkciójába. Főleg táncolni vágyó fiatalokat kerestek. Nagyon szép emlékeim vannak arról az időről. Valamint a Hartai László és Muhi Klára által – a középiskola keretein belül – vezetett mozgóképkurzus is kinyitotta a szemem a film- és színházcsinálásra. Csoda volt számomra, sok titokkal, lehetőséggel.
Az igazi meggyőződés a Kamondi Zoltán által rendezett A Gavallér és a szüzek című kisjátékfilm volt. Ott ki tudtam próbálni magam kamera előtt is. Nagy élményt jelentett. Ezek után már nem volt meglepő, hogy jelentkeztem a színész szakra, a főiskolára.
Nem vettek fel. Nagyon nehéz volt újra kalibrálni az utamat. Muszáj volt kitalálni, hogyan tudok mégis ezen a pályán maradni. Így jutottam el Nyíregyházára. Verebes István neve mindig is a színházi minőséget jelentette számomra. Akkor ő volt a Móricz Zsigmond Színház direktora. ’94-ben a nyíregyházi színház a virágkorát élte. Nagyszerű volt ebben a közegben felnőni, kiváló színészekkel együtt lenni színpadon és civilben.
Olyan színésznagyságokkal találkoztam, akik művészileg és emberként is nagy hatással voltak rám, ilyen volt Csoma Judit és Varjú Olga, de Bárány Frici bácsitól is sokat tanultam.”

 1998-ban a debreceni Csokonai Színházban szerepelt. 1996-tól 2003-ig és 2008-2023 között a Móricz Zsigmond Színház társulatának tagja volt.
2008-ban a Debreceni Egyetem Egészségügyi Karán, szociális munka alapszakon két szemesztert hallgatott. Pszichológus asszisztensként 2007-ben az MTA Pszichológiai Kutatóintézetben végzett.
Férje: Horváth László Attila színész.

## Fontosabb színházi szerepei
- William Shakespeare: Romeo és Júlia... Dajka
- William Shakespeare: Coriolanus... Valeria
- William Shakespeare: A velencei kalmár... Portia
- William Shakespeare: Hamlet... Ophélia
- Carlo Goldoni: Két úr szolgája... Clarice
- Molière: Tudós nők... Lizi
- Szophoklész: Antigoné... Iszméné
- Friedrich Schiller: Don Carlos... Fuentes grófnő
- Heinrich von Kleist: Az eltört korsó... Brigitta asszony
- Fjodor Mihajlovics Dosztojevszkij: Ördögök... Lizaveta Tusina
- Anton Pavlovics Csehov: Platonov... Szása
- Anton Pavlovics Csehov: Sirály... Polina Andrejevna
- Anton Pavlovics Csehov: Cseresznyéskert... Sarlotta Ivanovna
- Federico García Lorca: Vérnász... Leonardo felesége
- Gotthold Ephraim Lessing: Emilia Galotti... Claudia (Emilia anyja)
- Friedrich Dürrenmatt: Ötödik Frank... szereplő
- Bertolt Brecht – Mohácsi testvérek: Krétakör... szereplő
- Jean Genet: Cselédek... Solange
- Jean Cocteau: Rettenetes szükők... Léonie
- Bohumil Hrabal: Harlekin milliói... Fiatal Maryska
- Gerhart Hauptmann: A bunda... Leontine
- Gerhart Hauptmann: Naplemente előtt... Inken
- Neil Simon: Napsugár fiúk... Ápolónő
- Lars von Trier: A főfőnök... Mette
- Peter Stone: Senki sem tökéletes avagy nincs, aki hűvösen szereti... Táncosnő
- Pierre Choderlos de Laclos: Veszedelmes viszonyok... Volangesné
- J. B. Priestley: Váratlan vendég... Edna
- Heltai Jenő: Szépek szépe... Hamupipőke
- Szép Ernő: Lila ákác... Mili
- Móricz Zsigmond: Pillangó... Panka
- Móricz Zsigmond – Venyige Sándor: Tündérkert... Kornisné
- Örkény István: Kulcskeresők... Nelli
- Barta Lajos: Szerelem... Lujza
- László Miklós: Illatszertár... Első hölgy
- Szerb Antal: Utas és holdvilág... Nő
- Török Sándor: Ez az enyém... Mara
- Fodor László: Érettségi... Wagner
- Sediánszky Nóra A név: Carmen... Solidad
- Kornis Mihály: Körmagyar... Az édes kislány
- Lőrinczy Attila: Balta a fejbe... Erzsébet
- Szegedi-Szabó Béla: Johnny Ringo hazatér... Daisy
- Romhányi József: Hamupipőke... Gyöngyike
- Nógrádi Gábor: Az anyu én vagyok... Anya
- Grimm fivérek: Farkas vs. Piroska... Nagymama
- Brandon Thomas – Aldobolyi Nagy György – Szenes Iván: Charley nénje... Annie
- Presser Gábor – Sztevanovity Dusán – Fejes Endre: Jó estét nyár, jó estét szerelem... Második gyümölcsárus lány
- Dés László – Geszti Péter – Békés Pál: A dzsungel könyve... Éhfarkas
- Ábrahám Pál: Bál a Savoyban... Daisy
- Szirmai Albert – Bakonyi Károly: Mágnás Miska... Rolla grófnő

## Filmek, tv
- Lélekpark (2021)